# Щудро, Анатолий Антонович
Анатолий Антонович Щудро (12 февраля 1921, Гомельское, Екатеринославская губерния — 9 июля 2004, Новомосковск, Днепропетровская область) — украинский советский деятель, 1-й секретарь Новомосковского райкома КПУ Днепропетровской области. Член Ревизионной комиссии КПУ (1966—1971). Герой Социалистического труда (1976).

## Биография
Родился 12 февраля 1921 года в селе Гомельское (по другим данным в селе Гупаловка) Екатеринославской губернии (ныне в Криворожском районе Днепропетровской области).
Участник Великой Отечественной войны, служил радистом на кораблях Черноморского флота. Член ВКП(б) с 1944 года.
Находился на партийной работе в Днепропетровской области. Работал секретарём Новомосковского районного комитета КПУ Днепропетровской области.
В 1965—1986 годах — первый секретарь Новомосковского районного комитета КПУ Днепропетровской области.
Затем на пенсии в городе Новомосковск Днепропетровской области. Был председателем совета ветеранов Новомосковского района.
Умер 9 июля 2004 года в городе Новомосковске Днепропетровской области.

## Награды
- Медаль «Серп и Молот» (24.12.1976);
- Орден Ленина (24.12.1976);
- Орден «Знак Почёта» (1958);
- Орден Отечественной войны 2-й степени (6.04.1985);
- медали.